# Enrique R. Arzac
Enrique R. Arzac es un economista financiero y Profesor Emérito de finanzas y economía de la Universidad de Columbia especializado en la valoración de activos y finanzas corporativas. Fue vicepresidente primero y profesor titular de finanzas y economía de Columbia Business School y presidente de su departamento de finanzas. Anteriormente fue profesor de la Universidad de Buenos Aires y economista jefe de la Fundación de Investigaciones Económicas Latinoamericanas.

## Educación
Enrique R. Arzac obtuvo su título de Contador Público de la Universidad of Buenos Aires, y Master en Administración de Negocios, Master en Economía y Doctor (PhD) en Economía Financiera de la Universidad de Columbia. Es un investigador reconocido en el campo de economía financiera, especialmente en valoración de activos, mercado de materias primas y finanzas corporativas. Sus contribuciones han sido publicadas en revistas académicas internacionales con revisión por pares que incluyen: The Journal of Finance, Journal of Financial Economics, American Economic Review, International Economic Review, Journal of Money, Credit and Banking, Financial Analysts Journal, European Financial Management, Journal of Economic Theory, American Journal of Agricultural Economics, Journal of Financial and Quantitative Analysis y Journal of Economic Dynamics and Control, entre otras.

## Carrera
Las contribuciones de Arzac incluyen el modelo de valoración de activos con aversión a la pérdida cuando los inversores siguen una generalización del criterio de seguridad-primero de A. D. Roy. Su modelo provee la fundación teórica de Valor en riesgo en gestión de carteras de inversión y la base para la investigación empírica de las desviaciones extremas observadas en mercados emergentes y en eventos del cisne negro (ver también, distribuciones de cola gruesa).
Desde 1982 ha servido como director de empresas de capital inversión. Entre ellas, Adams Diversified Equity Fund, Adams Natural Resources Fund, Abrdn Asset Management y presidente de sus fondos de inversión en mercados emergentes, Abrdn EFF securities, Abrdn Asia Pacific Income Investment Co., Credit Suisse Asset Management and presidente de sus fondos de alta rentabilidad, Mirae Asset Securities (USA) Inc., Epoch Holding Corporation y NEXT Investors LLC.
Arzac actuó como consultor financiero para el estado de Nueva Jersey, la Conferencia de las Naciones Unidas sobre Comercio y Desarrollo, empresas e instituciones financieras. En testimonio dado en 1985 ante la Corte de Apelaciones de los Estados Unidos para el Circuito de Distrito de Columbia, Arzac testificó sin refutación que el método apropiado de calcular el daño económico incurrido por el demandante debe ser interés compuesto y demostró la inequidad de usar interés simple. Su testimonio persuadió la corte que "interés compuesto puede estar más de acuerdo con la política de lograr justicia completa entre el demandante y los Estados Unidos" bajo la cláusula de compensación justa de la Quinta Enmienda a la Constitución de los Estados Unidos. Este emblemático caso cambio efectivamente la interpretación centenaria de la cláusula de compensación justa  de la quinta enmienda y ha sido la base de decisiones judiciales desde entonces.

## Libros
Arzac es el autor del libro “Valuation for Mergers, Buyouts and Restructuring”, Segunda edición, John Wiley & Sons, 2008. (Traducido al japonés por Chuo Keizai Sha, Inc., Tokyo, 2009 y al chino por Dang-Dang/Wiley, Beijing, 2012.)